# Regiunea Kunene
Kunene este o regiune a Namibiei a cărei capitală este Opuwo. Are o populație de 68.224 locuitori și o suprafață de 144.254 km2.

## Subdiviziuni
Această regiune este divizată în 6 districte electorale:
- Epupa
- Opuwo
- Outjo
- Sesfontein
- Kamanjab
- Khorixas